# David Lafoz Gimeno
David Lafoz Gimeno (Belchite, Zaragoza, 1997 – Belchite, Zaragoza, 9 de julio de 2025) fue un agricultor, activista rural y voluntario español, conocido por su papel en las protestas agrarias en Aragón a comienzos de 2024. Fue una figura destacada en el movimiento por la defensa del campo y la visibilización de los problemas estructurales del sector primario en España.

## Biografía
Natural de Belchite (Zaragoza), Lafoz comenzó a trabajar en la agricultura desde joven. Desde los 15 años, decidió dedicarse por completo al campo, rechazando oportunidades para abandonar su localidad. Su actividad se centró en la agricultura de secano, siendo parte de una familia profundamente arraigada en el medio rural.

### Activismo y protestas agrarias
Durante las movilizaciones agrarias de 2024 en Aragón, David Lafoz cobró notoriedad al conducir su tractor hasta el Palacio de la Aljafería —sede de las Cortes de Aragón— como forma de protesta simbólica contra las políticas agrarias, la presión fiscal, la burocracia y los bajos márgenes económicos del sector.
Fue miembro fundador de la asociación AEGA (Aragón es Ganadería y Agricultura), una plataforma de defensa de los derechos de agricultores y ganaderos autónomos. Desde allí, participó activamente en la organización de manifestaciones y denuncias públicas sobre la situación del campo aragonés.

### Labor solidaria
En octubre de 2024, tras las graves inundaciones provocadas por una DANA en la Comunidad Valenciana, Lafoz fue uno de los primeros agricultores aragoneses en desplazarse como voluntario a la localidad de Catarroja. Usó su tractor para colaborar en tareas de limpieza, desescombro y auxilio a los damnificados. Su acción fue públicamente reconocida por las autoridades locales.

### Fallecimiento
El 9 de julio de 2025, Lafoz fue encontrado muerto en una de sus parcelas en las afueras de Belchite. Según fuentes oficiales, se trató de un suicidio. Poco antes de su fallecimiento, publicó un mensaje de despedida en sus redes sociales, donde denunciaba la presión económica, fiscal y emocional a la que se sentía sometido como pequeño agricultor autónomo. El mensaje generó una ola de reacciones en todo el país y abrió un debate sobre la salud mental en el mundo rural.

## Legado
David Lafoz se convirtió, en vida y tras su fallecimiento, en un símbolo de la lucha del sector primario en España. Fue recordado por su compromiso con la tierra, su disposición a ayudar sin esperar nada a cambio, y su capacidad de movilización en defensa del campo.
Su funeral congregó a cerca de 2.000 personas en Belchite, incluidos representantes del sector agrario de distintas comunidades autónomas. Varios tractores formaron parte del cortejo en homenaje a su figura.